# Harry James
Pour les articles homonymes, voir James.
Harry Haag James, né le 15 mars 1916 à Albany en Géorgie et mort le 5 juillet 1983 à Las Vegas, est un trompettiste et chef d'orchestre de jazz américain.

## Biographie
Le père de Harry James est chef d’orchestre dans un cirque itinérant. À l’âge de 10 ans, Harry commence à prendre des leçons quotidiennes de trompette de son père qui le force à étudier une page de manuel par jour.
En 1931, la famille s’installe à Beaumont dans le Texas et Harry commence à jouer avec des groupes locaux. Il rejoint le groupe de Ben Pollack en 1935 et le quitte en 1937 pour devenir membre de l’orchestre de Benny Goodman avec lequel il restera jusqu’en 1938, participant au concert devenu culte : The Famous 1938 Carnegie Hall Jazz Concert.
En février 1939, il lance son orchestre à Philadelphie avec lequel il ira en tournée jusqu'au début des années 1980. Son orchestre sera le premier employeur de Frank Sinatra, en 1939. Plusieurs de ses titres se classent à la première place du hit-parade américain entre 1942 et 1945 : Sleepy Lagoon, I Had the Craziest Dream, I've Heard That Song Before, I'll Get By (As Long As I Have You) ou It's Been a Long, Long Time (avec Kitty Kallen), You Made Me Love You, I Cried for You.
Si entre 1941 et 1943, Helen Forrest enregistre les plus grands succès de Harry James, Kitty Kallen l'accompagne aussi en 1945 dans la chanson It's Been a Long Long Time.
En 1943, il épouse l’actrice Betty Grable.
En 1983, il apprend qu'il est victime d’un lymphome, mais continue à jouer jusqu’au 26 juin, date de son dernier concert à Los Angeles, neuf jours avant sa mort.
Harry James inspira entre autres Chet Baker, son jeune compatriote trompettiste.
En 2019, le film Avengers: Endgame, reprend la chanson It's Been a Long Long Time.

## Discographie
- One O'Clock Jump
- Ciribiribin
- Sing, Sing, Sing
- You Made Me Love You (1941)
- Too Marvelous for Words
- I'll Get By (As Long as I Have You) (1940)
- I've Heard That Song Before (1942)
- I Cried for You (1942)
- Cheek to Cheek
- All or Nothing at All (1939)
- Skylark
- Cry Me a River
- It's Been a Long, Long Time (1945) (Kitty Kallen)
- You've Changed (1941)
- September Son
- I Don't Want to Walk Without You (1942)
- I Had the Craziest Dream
- Honeysuckle Rose
- Sleepy Lagoon

Voir la discographie complète sur la page Wikipédia anglaise.